# كوككينوكوما (كافالا)
كوككينوكوما (Κοκκινόχωμα) هي مدينة في كافالا في مقاطعة فوريا إلادا في اليونان.